# Sitno (powiat golubsko-dobrzyński)
Sitno – wieś w Polsce położona w województwie kujawsko-pomorskim, w powiecie golubsko-dobrzyńskim, w gminie Zbójno.

## Podział administracyjny
W latach 1975–1998 miejscowość należała administracyjnie do województwa włocławskiego.

## Demografia
Według Narodowego Spisu Powszechnego (III 2011 r.) wieś liczyła 384 mieszkańców. Jest piątą co do wielkości miejscowością gminy Zbójno.

## Krótki opis
We wsi jest jezioro wraz z dwoma plażami, Ochotnicza Straż Pożarna oraz remiza strażacka i świetlica gminna. We wsi znajduje się sklep spożywczy.

## Położenie
Przebiega tędy szlak komunikacyjny łączący Sitno z Włocławkiem, Rypinem, Lipnem, Toruniem oraz Golubiem-Dobrzyniem, Radominem i Dulskiem.

## Współczesność
W 2014 r. we wsi wykopano szczątki 9 niemieckich żołnierzy z II wojny światowej.